# クロスフィンガリング
クロスフィンガリング（cross-fingering）とは、フラウト・トラヴェルソやリコーダーのような半音を出すための専用のトーンホールを持たない木管楽器において、半音を出すために用いる運指法（指使い）のこと。フォークフィンガリング（fork-fingering）ともいう。

## 運指法の例

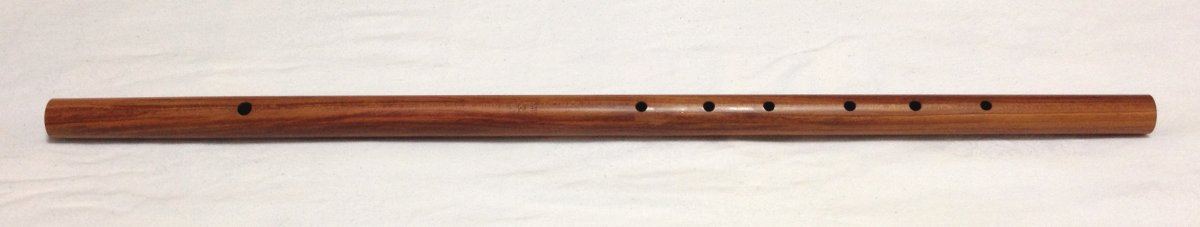
ルネサンス・フルート（テナー，復元楽器）

ルネサンス・フルートを例として説明する。今日のフルート（モダン・フルート）の祖先に当たるルネサンス・フルートは、木製の円筒に歌口と 6つのトーンホール（音孔）が開いているだけの極めてシンプルな横笛である。通常は楽器を右側に構え、歌口に近い上流側 3つのトーンホールは左手の第2 - 4指で、下流側 3つのトーンホールは右手の第2 - 4指でふさぐ。全てのトーンホールをふさぐと、管内部で振動する気柱の長さが最大となり、最も低い音が出る。テナーのルネサンス・フルートはD管で、最低音は D4（ニ長調のド、すなわちハ長調のレ）である。
全てのトーンホールを閉じてから、歌口と反対側の方からトーンホールをひとつずつ順に開けていくと、管内部で共振する気柱の長さが短くなって周波数が上がっていき、下記のようにニ長調の音階が出せる。●が閉じるトーンホール、○が開けるトーンホールである。
```
歌口　　トーンホール　　
階名
　　
音名

 ◯ 　　●●●●●●　　 ド　　（D4）
 ◯ 　　●●●●●○　　 レ　　（E4）
 ◯ 　　●●●●○○　　 ミ　　（F#4）
 ◯ 　　●●●○○○　　 ファ　（G4）
 ◯ 　　●●○○○○　　 ソ　　（A4）
 ◯ 　　●○○○○○　　 ラ　　（B4）
 ◯ 　　○○○○○○　　 シ　　（C#5）
```

しかし、例えば「ファの＃」や「ラの♭」を出したいと思っても、直接出せるトーンホールはない。そこで、次のようにする。
```
 ◯ 　　●●●○○○　　 ファ　（G4）

 ◯ 　　●●○●●●　　 ファ＃（G#4）

 ◯ 　　●●○○○○　　 ソ　　（A4）

 ◯ 　　●○●●●○　　 ラ♭　（B♭4）

 ◯ 　　●○○○○○　　 ラ　　（B4）
```

このように、出したい音より半音上のトーンホールを開き、下流側のトーンホールをいくつか閉じて音程を調節するような指使いを、上げる指と下げる指が交叉することから「クロスフィンガリング」という。ピアノを弾くときのように、ある指が他の指の上を越え、あるいは下を潜ってもつれ合うという意味ではない。
トーンホールの大きさは管の内径より小さいので、開いているトーンホールより下流側の空気も、ある程度の長さ共振しているため、下流側を閉じることによって共振している気柱の長さを増大させ、音高を下げることができるのである。

## 音の性質など
一般にクロスフィンガリングによって出す音は、そうでない音と比べて弱々しく、音程も定まらないので、半音を出すための専用のトーンホールを持たない楽器で、半音を多用する曲を演奏するのは容易ではない。このため、D管のルネサンス・フルートやフラウト・トラヴェルソの場合、長調について考えると、五度圏の図で D-dur（ニ長調）から遠い調ほど演奏が困難になっていく。同じように、C管のソプラノ・リコーダーは C-dur（ハ長調）から遠い調ほど、F管のアルト・リコーダーは F-dur（ヘ長調）から遠い調ほど演奏しにくくなる。

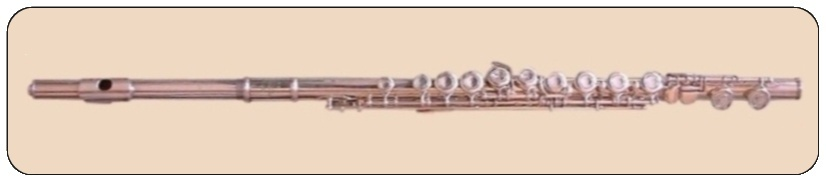
モダン・フルート

ベーム式のモダン・フルートには、1オクターヴの中にある 12個の音を出すためのトーンホールが全て備わっているので、クロスフィンガリングを用いることなく、全ての音を明快に出すことができる。しかし、人間の手には指が 10本しかないため、複雑なキーメカニズムの助けを借りてトーンホールを開閉する関係上、F#4 のように一見クロスフィンガリングのような指使いが必要になる音もある。また、例えば高音域の F#6 では左手の中指も上げるが、これは F#6 が F#4 の第4倍音であると同時に B4 の第3倍音でもあるので、高次の倍音が安定して発生しやすいよう Hトーンホールを開け、この位置に倍音の腹ができるようにしているのである。これは Hトーンホールが、F#4 の波の4等分点にあるからという言い方もできる。いずれも音高を下げるために下流側のトーンホールをふさいでいるわけではないが、便宜上これらを含めてクロスフィンガリングと呼ぶこともある。